# 稲葉そーへー
稲葉 そーへー（いなば そーへー、1980年8月9日）は、日本の漫画家。埼玉県出身。血液型はB型。

## 来歴
2008年にヤングジャンプ増刊『漫革ルーキーズ』にて『お引っ越し筋肉！』でデビュー。2009年に『週刊ヤングジャンプ』にて読切『へ〜せいポリスメン！』を掲載した後、2010年、『へ〜せいポリスメン!!』で連載デビュー。

## 作品リスト

### 連載
- へ〜せいポリスメン!!（『週刊ヤングジャンプ』 2010年8号 - 2014年6・7合併号）
- しらたまくん（『週刊ヤングジャンプ』2014年35号 - 2017年33号）
- 白玉教授のしろねこ（『となりのヤングジャンプ』2017年10月19日 - 2018年6月14日）
- 貧々福々ナズナさま！（『週刊ヤングジャンプ』2019年42号 - 2021年20号）
- 先日助けて頂いた○○です！（『ヤングアニマルZERO』2019年10月1日号[3] - 2022年2月1日号[4]）
- 異世界編集者〜漫画で世界を救う事になりました〜（作画：ホリエリュウ、「異世界ヤンジャン」・「となりのヤングジャンプ」2022年12月6日[5] - 2025年1月28日） - 原作担当[5]

### 読み切り
- お引っ越し筋肉!（『漫革ルーキーズ』2008年）
- 残念メイツ（『月刊ヤングジャンプ』2008年3号）
- へ〜せいポリスメン！（『週刊ヤングジャンプ』 2009年44号・45号・48号）
- 黒猫とクロの非凡（『週刊ヤングジャンプ』2013年41号）
- 貧々福々ナズナさま！（『週刊ヤングジャンプ』2019年12号）

### 書籍
- 『へ〜せいポリスメン!!』、集英社〈ヤングジャンプ コミックス〉2010年 - 2014年、全14巻
- 『しらたまくん』、集英社〈ヤングジャンプ コミックス〉2015年 - 2017年、全12巻
- 『白玉教授のしろねこ』、集英社〈ヤングジャンプ コミックス〉2018年、全2巻
- 『貧々福々ナズナさま！』、集英社〈ヤングジャンプ コミックス〉2020年 - 2021年、全6巻
- 『先日助けて頂いた○○です！』、白泉社〈ヤングアニマルコミックス〉2020年 - 2022年、全2巻
- 『異世界編集者〜漫画で世界を救う事になりました〜』、作画：ホリエリュウ、集英社〈ヤングジャンプ コミックス〉2023年 - 2025年、全4巻、原作担当[5]

## 師匠
- 岡本倫[6][7]

## その他
- 過去に引越作業員のアルバイトを3年やっていた[8]。
- TBSラジオ『JUNK』のリスナーである[9]。
- 柔道を小学校6年生までやっていた（3級[10]）[11]。
- 人生で初めて集めた単行本は『今日から俺は!!』[12]。